# Kreis Melezza
Der Kreis Melezza bildet zusammen mit den Kreisen Gambarogno, Isole, Locarno, Navegna, Onsernone und Verzasca den Bezirk Locarno des Schweizer Kantons Tessin. Der Sitz des Kreisamtes ist in Verscio.

## Geografie
Der Kreis Melezza umfasst den mittleren und unteren Teil des Tales der Melezza, mithin die Regionen Centovalli und Pedemonte.

## Gemeinden
Der Kreis setzt sich aus folgenden Gemeinden zusammen:
| Wappen             | Name der Gemeinde  | Einwohner 31. Dezember 2023 | Fläche in km² | BFS-Nr. |
| ------------------ | ------------------ | --------------------------- | ------------- | ------- |
| Centovalli         | Centovalli         | 1098                        | 53,39         | 5397    |
| Terre di Pedemonte | Terre di Pedemonte | 2673                        | 11,59         | 5396    |

## Gemeindefusion
Die drei Gemeinden der Region Pedemonte, Cavigliano, Tegna und Verscio haben 2011 im zweiten Anlauf die Fusion zur neuen Gemeinde Terre di Pedemonte beschlossen. Ein erster Anlauf war 2002 in einer konsultativen Volksabstimmung gescheitert. Die Fusion wurde im Laufe des Jahres 2013 nach der Wahl des neuen Gemeinderates am 14. April 2013 vollzogen.